# Patsy Mink
Patsy Matsu Takemoto Mink, född 6 december 1927 i Paia, Hawaiiterritoriet, död 28 september 2002 i Honolulu, Hawaii, var en amerikansk demokratisk politiker. Hon var ledamot av USA:s representanthus från Hawaii 1965–1977 och på nytt från 1990 fram till sin död.

## Biografi
Mink avlade 1948 kandidatexamen vid University of Hawaii at Manoa och 1951 juristexamen vid University of Chicago.
Mink var ledamot av Hawaiiterritoriets representanthus 1956–1958 och ledamot av Hawaiiterritoriets senat 1958–1959. Hawaii blev 1959 USA:s 50:e delstat. Mink var sedan ledamot av delstatens senat 1962–1964.
Mink efterträdde 1965 Thomas Gill som kongressledamot. Hon efterträddes 1977 av Daniel Akaka. Hon tillträdde 1990 på nytt som kongressledamot efter att Akaka hade blivit senator. Kongressledamoten Mink avled 2002 i ämbetet. Hon hade vunnit primärvalet och det var för sent att stryka hennes namn från valsedlarna i kongressvalet 2002. Hon vann det valet postumt vilket innebar att ett fyllnadsval måste utlysas. Partikamraten Ed Case vann fyllnadsvalet.
Mink var protestant av japansk härkomst. Hon gravsattes på National Memorial Cemetery of the Pacific.